# Санта-Элена (провинция)
Санта-Элена (исп. Santa Elena) — одна из провинций Эквадора. Расположена в западной, прибрежной части страны. Площадь составляет 3 762,8 км² (1,46 % от общей площади Эквадора). Население по данным на 2010 год — 308 693 человек; плотность населения — 82,03 чел./км². Административный центр — одноимённый город.

## История
Провинция была создана 7 ноября 2007 года путём выделения территории из провинции Гуаяс. Наряду с Санто-Доминго-де-лос-Тсачилас это одна из двух самых молодых провинций страны.

## Административное деление

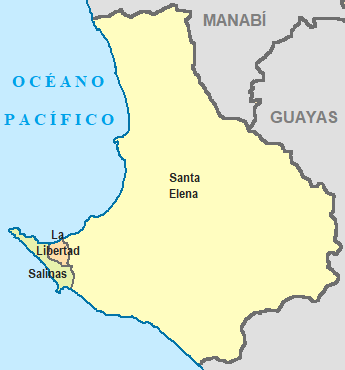
Кантоны провинции Санта-Элена.

В административном отношении провинция подразделяется на 3 кантона:
| № | Флаг | Кантон                    | Население, чел. (2010) | Административный центр    |
| - | ---- | ------------------------- | ---------------------- | ------------------------- |
| 1 |      | Ла-Либертад (La Libertad) | 95 942                 | Ла-Либертад (La Libertad) |
| 2 |      | Салинас (Salinas)         | 68 675                 | Салинас (Salinas)         |
| 3 |      | Санта-Элена (Santa Elena) | 144 076                | Санта-Элена (Santa Elena) |